# Johannes Ulrich Bavier
Johannes Ulrich Bavier (* 17. Januar 1669 in Chur; † April 1749 ebenda) war ein  reformierter Pfarrer aus der Schweiz.

## Leben
Johannes Ulrich Bavier wurde als Sohn einer alten angesehenen Familie in Chur im schweizerischen Kanton Graubünden geboren. 1688/1689 studierte er an der Universität Basel, 1689 an der Akademie in Genf und 1690 an der niederländischen Akademie in Franeker. Im gleichen Jahr wurde er in Ilanz in die evangelisch-rätische Synode aufgenommen, was ihm erlaubte, in den Drei Bünden als Pfarrer tätig zu sein. Bavier entschied sich jedoch als Feldprediger im niederländischen Regiment Capol tätig zu sein. 1692 kehrte er zurück und wurde Pfarrer in Trimmis im Bündner Rheintal. 1700 wählte man ihn als Pfarrer in Malix.
1707 wechselte er zur Regulakirche in seiner Heimatstadt Chur, wo er über zwanzig Jahre blieb. 1728 wurde er Pfarrer und Antistes an der Churer St. Martinskirche. Zwei Jahre später wurde er zum Dekan des Gotteshausbundes ernannt. Weil seine Stimme mit dem Alter immer schwächer wurde, zog er sich nach zwölf Jahren auf sein Landgut in Masans (heute Chur) zurück. Bavier stand im Kontakt mit dem Pietismus, ohne sich jedoch eindeutig dazu zu bekennen. Dies ermöglichte ihm eine Mittlerposition in der Synode. Im April 1749 verstarb Johannes Ulrich Bavier in Masans.

## Werke
- Denckmahl/und Ehren-Säul/des frommen/warhafft- und aufrichtigen Nathanaels… Bey Bestattung des Abundi Beeli von Belfort 9.07.1709 (Chur 1710)
- Frommer Ehmännern erfreulicher Augenlust/und schmerzlicher Herzens-Last. Kurtz entworffen. bey Bestattung der seelig in der Liebe seines Erlösers Jesu (Chur 1720)